# Стефан Куция
Стефан Куция (на румънски: Ștefan Șchiopul) е съвладетел, княз на Княжество Молдова в периода 1589 – 1591 г. заедно с баща си Петър VI Куция.

## Живот
Той е син на Петър Куция от брака му с Ирина Ботезата, дойка от цигански произход, и е избран за съвладетел наравно с баща си едва на четиригодишна възраст. В Молдова подобно на Трансилвания, Влашко и Полша князете се избират най-често от болярския съвет като в редица случаи, какъвто е този, за съвладетел може да бъде избран и малолетен наследник на княза.
През 1591 г. Петър VI Куция е отстранен от трона и търси убежище в Австрия, а с него заминава и синът му Стефан. През 1600 г. Стефан се жени за Флориса Басараб, дъщеря на княз Михай Витязул.
Стефан умира на 21 март 1602 г. ненавършил 18 години, в италианския град Болцано.